# 罗荣衮
罗荣衮（1880年—1948年），湖北省新洲县宝店村竹林湾人。中华民国政治家。

## 生平
光绪年间黄州府府试案首。入湖北法政学校。毕业后任四川纳溪县知县、南充县知县、四川官膏局总办、四川游击统领、办理巴塘垦务事宜的留川特用道。
辛亥革命后，经王占元保荐，送铨叙局审查，任河南省临汝知县、安阳知县。1922年蕭耀南主政湖北，任湖北沙洋征收局长、夏口知县。1926年蕭耀南死，罗赋闲武汉做寓公。
1928年二次北伐时，受何成濬派遣到天津策动直鲁联军残部五万人于1928年6月改编为国民革命军第一集团军第六军团，徐源泉任总指挥。罗荣衮任国民革命军第六军团少将参议、驻平办事处处长，国民革命军第十军驻汉办事处处长，湖北印花烟酒局副局长等职。1930年武汉行营委任其为(黄)冈(黄)安民团总指挥，与鄂豫皖苏区红军作战。1933年作战失利避居乡里。
1940年2月，追随汪伪湖北省长何佩瑢，出任伪黄冈县长。1948年死于黄州拘留所。